# SMOOTH JAM -Quiet Storm-
『SMOOTH JAM -Quiet Storm-』（スムース・ジャム クワイエット・ストーム）は、2002年11月21日にリリースされた杏里のミニ・アルバム。発売元は日本クラウン/ドルフィンハーツ。

## 解説
およそ半年前に発売された『SMOOTH JAM -Aspasia-』に続くシリーズ第2弾。リー・リトナーのプロデュースによる洋楽バラードのカバー曲のみで構成された。

## 収録曲
1. Malibu
  - 作詞：PHIL PERRY 作曲・編曲：LEE RITENOUR
2. The Best of Me
  - 作詞・作曲：DAVID FOSTER・JEREMY LUBBOCK・RICHARD MARX 編曲：Jochem van der Saag・JEREMY LUBBOCK
3. No Sympathy
  - 作詞：ERIC TAGG 作曲・編曲：LEE RITENOUR
4. Every Breath You Take
  - 作詞・作曲：STING 編曲：Jochem van der Saag
5. If
  - 作詞・作曲：DAVID GATES 編曲：LEE RITENOUR
6. Hard To Say I’m Sorry
  - 作詞・作曲：PETER CETERA・DAVID FOSTER 編曲：Jochem van der Saag
7. Somewhere in Time
  - 作詞：MARK MUELLER 作曲：JOHN BARRY 編曲：LEE RITENOUR・RANDY WALDMAN